# Shiyali Ramamrita Ranganathan
Shiyaly Ramamrita Ranganathan (9. srpna 1892 Sirkazhi – 27. září 1972 Bangalúr) byl indický matematik a knihovník, který vytvořil zejména dvojtečkovou klasifikaci a zákony knihovní vědy, pro své zásluhy tak bývá nazýván „otcem indické knihovní vědy“.[zdroj?]

## Rané období a vzdělání
Shiyaly Ramamrita Ranganathan Iyer se narodil 9. srpna 1892 (jako oficiální datum se však uvádí 12. srpen) ve vesnici Shiyaly, v okrese Tanjavoor, v indickém státě Madras, jako prvorozený syn N. Ramamrity Iyera (1866-1898) a Seethalakshmi (1872-1953). Jeho rodina patřila k bráhmánské komunitě a byla velmi vážená. Ranganathan měl dva bratry a sestru a v dětství trpěl častými zdravotními problémy a slabou tělesnou konstitucí.
Jeho otec byl významný zemědělec, vlastnil rozsáhlá rýžová pole a platil za velmi vzdělaného muže, protože pravidelně předčítal a vykládal pasáže z Rámájany. V tomto duchu vedl i svého syna, ovšem zemřel velmi záhy, když bylo Ranganathanovi 6 let.
Již na základní škole, kde učil i jeho dědeček, projevil hluboký zájem o hinduismus, jeho filozofii i náboženské aspekty, a toto zaujetí jej neopustilo po celý život.
Po základní škole studoval na Ranganathan Sabhanayak Mudaliar`s Hindu High School v Shiyaly, kterou dokončil v roce 1909, i přes zdravotní problémy. V roce 1909 byl přijat na Madras Christian College, kde získal nejprve bakalářský a v roce 1916 i magisterský titul v oboru matematika. Navázal zde blízký vztah s profesorem E. B. Rossem, se kterým byl pak v kontaktu i v následujících letech.
Byl celkem dvakrát ženatý, poprvé ve 14 letech, avšak jeho žena Rukmani zemřela roku 1928. V tomto roce se oženil znovu, se ženou jménem Sarada, se kterou měl svého jediného syna a podle které později pojmenoval i Nadaci pro knihovní vědu, které věnoval své životní úspory - Sarada Ranganathan Endowment for Library Science.

## Kariéra
Rok po dokončení studia získal oprávnění a začal vyučovat matematiku a fyziku na několika státních univerzitách. Snažil se zlepšit špatné postavení učitelské obce, avšak neshody a nízký plat jej donutily dráhy učitele zanechat.
Roku 1924 přijal místo knihovníka Madraské univerzity a zápal pro knihovnictví mu vydržel až do konce života.
Aby získal vzdělání v oboru, odcestoval do Anglie, kde absolvoval vysokoškolské knihovnické vzdělání. Zde navázal opět trvalý vztah s mentorem, který mu velmi pomáhal, W. C. B. Sawyersem. Anglický systém knihoven jej velmi inspiroval a toužil pozvednout úroveň knihovnictví ve své rodné Indii. Již v Londýně začal pracovat na klasifikačním systému, který nazval "dvojtečkovou klasifikací" a který se úspěšně zařadil mezi ostatní v té době používané systémy jako MDT, DDC a další.
Ranganathan chtěl v Indii zejména rozšířit působnost knihoven a zpřístupnit knihy co nejširší čtenářské obci a pozvednout knihovní vědu na vyšší úroveň. V roce 1928 založil Madranskou knihovnickou asociaci a v letech 1944-1953 zastával funkci jejího prezidenta.
Pomáhal také zavádět obor knihovnictví do vysokoškolského vzdělání po celé Indii a na některých jej také vyučoval. V roce 1962 pomáhal vybudovat DRTC - Documentation Research and Training Centre v Bangalore.
Hojně také publikoval. V roce 1931 vydal základní koncepci knihovní vědy, kterou pak ve svých dalších dílech rozšiřoval - Pět zákonů knihovní vědy (Five laws of library science) a o dva roky později kompletní Dvojtečkovou klasifikaci (Colon classification).Těmto oblastem se věnoval i dále, v průběhu života napsal 60 knih a téměř 2000 článků a komentářů, podílel se na budování silné sítě knihoven v celé Indii a uplatňoval svůj národní i mezinárodní vliv ve prospěch knihovnictví i ve vládních kruzích.
V polovině století byl zájem o Ranganathanovu práci, zejména o dvojtečkovou klasifikaci, značný. Často byl zván a cestoval po světě, v roce 1948 navštívil USA a Velkou Británii, v roce 1950 opět Spojené státy a v tomtéž roce spolu s D. J. Foskettem, B. I Palmerem a A. J. Wellsem založil Skupinu pro výzkum klasifikace (Classification research group). V letech 1953-1956 byl viceprezidentem Komise pro obecnou teorii klasifikace.

## Pozdní období
Mezi lety 1955 až 1957 žil s rodinou v Curychu, ale vrátil se zpět do Indie. Stále se angažoval, přednášel, účastnil se konferencí a obdržel také mnohá ocenění. V roce 1957 byl jmenován čestným členem International Federation for Information and Documentation (FID) a indická vláda mu udělila v roce 1965 čestný titul Národního profesora knihovní vědy. Až do konce života se aktivně věnoval práci a tvorbě nových konceptů.